# Docusato di sodio
Il docusato di sodio, così come quello di calcio e di potassio,  è un tensioattivo anionico con proprietà emulsionanti e bagnanti. Aumenta l'AMPc mucosale e pertanto stimola le secrezioni intestinali; in più, come surfattante, favorisce la penetrazione dei fluidi nelle feci; ne risulta la formazione di feci più molli e più distese, in grado di favorire il riflesso peristaltico.
I docusati assorbiti, in una certa quantità, a livello gastrointestinale sono escreti nella bile. L'effetto lassativo comincia a manifestarsi entro 1-3 giorni.
I docusati sono usati nel trattamento sintomatico della stipsi, ma solo dopo che altri interventi (dietetici, di igiene di vita, ecc.) siano falliti, oppure in caso di stipsi da megacolon, da ragadi anali, ecc.
I sali del docusato vengono somministrati per via orale. La dose orale giornaliera è di 50–360 mg nell'adulto e di 50–150 mg nei bambini con età compresa tra 2 e 12 anni. I docusati si assumono generalmente alla sera prima di coricarsi. Il docusato di sodio può essere somministrato anche per via rettale come enema alle dosi di 50–100 mg.
Sono riportati casi di nausea, diarrea, crampi addominali e rash cutanei. Come tutti i lassativi, anche i docusati non devono essere somministrati in caso di occlusione intestinale, sintomi intestinali non diagnosticati, nausea e vomito. I docusati facilitano l'assorbimento gastrointestinale e l'uptake epatico di altri farmaci aumentando così sia la loro attività che la loro tossicità potenziale. In caso di uso prolungato, si consiglia di sorvegliare la kaliemia.
L'uso dei docusati è sconsigliato quando si somministrano contemporaneamente antiaritmici della classe I-A, quali sotalolo e amiodarone. Non devono essere usati con olio di vaselina.

## Letteratura
S. Ahuja, J. Cohen, in Analytical Profiles of Drug Substances, vol. 2, K. Florey, ed., Academic Press, New York, pag. 199, 1973; vol. 12, pag. 713, 1983; K.J. Moriarty et al., Gut 26, 1008, 1985; A.M. Schindler, Lancet 2, 822, 1984; R.W. Chapman et al., Gastroenterology 89, 489, 1985.